# Тарлан Гулієв
Тарлан Шахмурад огли Гулієв (азерб. Quliyev Tərlan Şahmurad oğlu, нар. 19 квітня 1992, Баку, Азербайджан) — азербайджанський футболіст, захисник клубу «Кешла» та національної збірної Азербайджану.

## Клубна кар'єра
Тарлан Гулієв народився у Баку і є вихованцем столичного клубу «Нефтчі». З 2007 року Тарлан виступав за молодіжну команду клубу, а вже у 2009 році він приєднався до першої команди. У складі «нафтовиків» Гулієв вигравав чемпіонат Азербайджану, Кубок та Суперкубок країни. Також у складі «Нефтчі» Гулієв брав участь у матчах Ліги Європи.
У 2014 році Гулієв перейшов до складу «Карабаху». Але не зміг закріпитися в команді, провівши в основі лише вісім матчів. Через це один сезон футболіст грав в оренді у клубі «Кяпаз». А у 2016 році підписав контракт з клубом «Кешла».

## Збірна
Вже з 2008 року Тарлан Гулієв почав залучатися до матчі юнацьких та молодіжної збірних Азербайджану. У деяких матчах Турлан виходив на поле капітаном молодіжної збірної. Починаючи з 2014 року Гулієв зіграв кілька матчів у національній збірній Азербайджану.

## Досягнення
Нефтчі
 Чемпіон Азербайджану (2): 2010/11, 2012/13
 Переможець Кубка Азербайджану: 2012/13